# Chris Willock
Christopher Anthony Willock (* 31. Januar 1998 in London) ist ein englischer Fußballspieler, der seit 2024 beim Zweitligisten Cardiff City unter Vertrag steht. 

## Karriere

### Verein
Der in London geborene Chris Willock wechselte bereits im Alter von fünf Jahren in die Jugend des FC Arsenal. Am 20. September 2016 debütierte er in der ersten Mannschaft des Vereins bei einem 4:0-Sieg bei Nottingham Forest im EFL Cup 2016/17. Nachdem sein Vertrag bei Arsenal im Sommer 2017 ausgelaufen war, entschied sich der 19-Jährige die angebotene Vertragsverlängerung abzulehnen und stattdessen zum portugiesischen Erstligisten Benfica Lissabon zu wechseln. Willock der damit ohne Ligaeinsatz für Arsenal blieb, erhielt in Lissabon einen Fünfjahresvertrag.
Für seinen neuen Verein kam er in der LigaPro 2017/18, der zweithöchsten portugiesischen Spielklasse, in 30 Spielen für die zweite Mannschaft des portugiesischen Rekordmeister zum Einsatz und erzielte dabei 3 Tore. In der Saison 2018/19 steigerte er diese Leistung noch einmal deutlich und erzielte elf Treffer. Der in den zwei Spielzeiten ohne Einsatz in der ersten Mannschaft gebliebene Willock, wurde Anfang August 2019 an den englischen Zweitligisten West Bromwich Albion ausgeliehen. Dort blieb der Flügelspieler ebenfalls ohne Berücksichtigung, woraufhin er Ende Januar 2020 an den ebenfalls in der EFL Championship 2019/20 spielenden Verein Huddersfield Town verliehen wurde. Für sein neues Team bestritt er vierzehn Ligaspiele in der EFL Championship und erzielte dabei zwei Treffer, den zweiten gegen seinen vorherigen Leihverein West Bromwich Albion.
Am 5. Oktober 2020 kehrte Chris Willock endgültig nach England zurück und unterschrieb einen Dreijahresvertrag beim Zweitligisten Queens Park Rangers. Der damit wieder in seiner Heimatstadt London spielende 22-Jährige bestritt in seiner ersten Saison für QPR 38 Partien in der EFL Championship 2020/21 und erzielte dabei 3 Tore für den Tabellenneunten. Anfang Dezember 2021 erhielt Willock für seine ausgezeichneten Leistungen im vorherigen Monat (3 Tore und 3 Torvorlagen) die Auszeichnung zum Spieler des Monats November 2021 der zweiten Liga. Bis zum Saisonende 2021/22 erzielte er insgesamt sieben Treffer und beendete die Spielzeit mit seiner Mannschaft als Tabellenelfter.

### Nationalmannschaft
Nachdem er bereits in der englischen U-16 eingesetzt worden war, kam Chris Willock ab 2014 auch in der U-17 Englands zum Einsatz. Im Frühling 2015 wurde er in den Kader für die U-17-Fußball-Europameisterschaft 2015 in Bulgarien berufen. In der Vorrunde setzte sich England mit sieben Punkten aus drei Spielen als Gruppenerster durch, scheiterte jedoch im Viertelfinale überraschend mit 0:1 an Russland. Chris Willock wurde nach Ablauf des Wettbewerbs in die Mannschaft des Turniers gewählt. Zudem hatte sich England neben den vier Halbfinalisten als Sieger des Entscheidungsspiels gegen Spanien für die U-17-Fußball-Weltmeisterschaft 2015 qualifiziert. Bei dem von Mitte Oktober bis Anfang November 2015 in Chile stattfindenden Turnier, enttäuschte die englische U-17 um Chris Willock, Trent Alexander-Arnold und Tom Davies jedoch auf ganzer Linie und schied mit nur zwei Punkten und einem Tor aus drei Spielen bereits in der Vorrunde aus. 
Für die U-19-Fußball-Europameisterschaft 2017 wurde er überraschend nicht in den Kader für das Turnier berufen, obwohl er zuvor mit drei Toren in den drei entscheidenden Qualifikationsspielen einen wesentlichen Anteil an der Teilnahme gehabt hatte. Damit verpasste er den Titelgewinn der englischen U-19 bei dem Wettbewerb in Georgien.